# Subimago

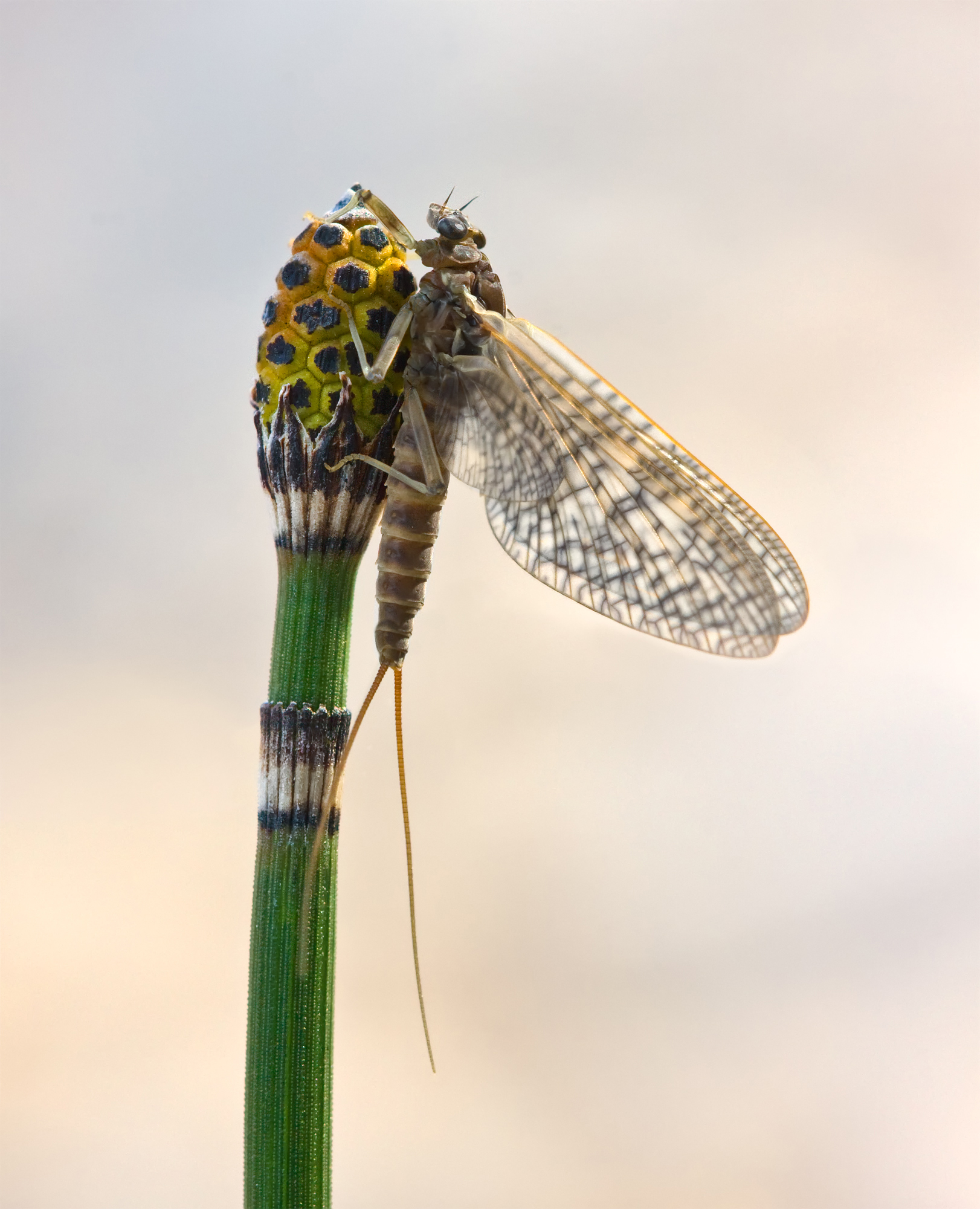
Subimago samicy Rhithrogena germanica

Subimago, pseudoimago – niedojrzała płciowo, liniejąca, forma dorosła owadów prometabolicznych. Subimago jest przedostatnim stadium rozwoju osobniczego owada. Morfologicznie jest podobne do formy ostatecznej (imago), różni się tylko szczegółami budowy: ma orzęsione skrzydła, krótsze odnóża i bardziej matowe barwy. Nie jest jednak zdolne do rozrodu.
Występuje u owadów z rzędu jętek, gdzie powstaje z przeobrażenia ostatniego stadium nimfy. W tym celu żyjąca w wodzie nimfa wychodzi ponad lustro wody i przyczepia się do rośliny lub kamienia. Subimago istnieje stosunkowo krótko: zazwyczaj od kilku minut do kilku godzin, po czym przekształca się ponownie – tym razem już w formę dojrzałą, imago.